# Germain Tiko Messina
Germain Francelin Tiko Messina, né le 29 avril 1990 à Yaoundé, est un footballeur camerounais. Il joue au poste de milieu offensif.

## Biographie
Formé au Sport Études de Yaoundé, il est sélectionné en équipe du Cameroun des moins de 17 ans où il est capitaine. En 2006, il part en Europe continuer sa formation auprès du club allemand du Rot-Weiss Essen. Il n'y reste que très peu de temps, le MSV Duisbourg lui proposant un contrat de joueur de centre de formation en 2007. En 2009, il est finaliste de la coupe d'Afrique des nations junior avec la sélection du Cameroun et dispute la Coupe du monde des moins de 20 ans.
Malgré une proposition d'un contrat d'un an avec les moins de 20 ans du MSV Duisbourg, le milieu camerounais s'engage le 6 mai 2009 avec l'Espanyol de Barcelone. Il évolue en troisième division espagnole avec la réserve du club en 2009, puis en prêt au SD Compostela en première moitié de l'année 2010 et au Pontevedra CF lors de la saison 2010-2011. Germain Tiko Messina dispute à l'automne 2011 les Jeux africains, où les Camerounais terminent troisièmes.
En 2012, Germain Tiko Messina est transféré au PFK Etar 1924, en Bulgarie. En 2016, il joue à l'U.F. Mâconnais, en France, Saône et Loire.